# Jack Mulhern
Jack Mulhern es un actor estadounidense. Es mejor conocido por sus papeles en The Society, Mare of Easttown y Locke & Key.

## Vida
Mulhern se graduó de Skidmore College en 2017. Es hijo del actor Matt Mulhern.

## Filmografía

### Películas
| Año  | Título                   | Papel          | Notas |
| ---- | ------------------------ | -------------- | ----- |
| 2020 | Odd Man Rush             | Bobby          |       |
| 2022 | Unconformity             | Nick           |       |
| 2023 | Pet Sematary: Bloodlines | Timmy Baterman |       |
| 2023 | The Boys in the Boat     | Don Hume       |       |

### Televisión
| Año  | Título                    | Papel                 | Notas              |
| ---- | ------------------------- | --------------------- | ------------------ |
| 2019 | The Society               | Gareth "Grizz" Visser | 10 episodios       |
| 2019 | Wu-Tang: An American Saga | Teddy                 | Episodio: "Labels" |
| 2021 | Mare of Easttown          | Dylan Hinchey         | 7 episodios        |
| 2023 | Painkiller                | Tyler Kryger          | 6 episodios        |